# Chicago Marathon 2006
De Chicago Marathon 2006 vond plaats op 22 oktober 2006. Bijna 34.000 lopers finishten. 
Een opmerkelijke gebeurtenis was toen Robert Kipkoech Cheruiyot, de winnaar, uitgleed net voor, op of na de finishlijn. Hij viel hard naar achteren op zijn achterhoofd. Uiteindelijk bleek - gelukkig voor hem - dat hij net de finishlijn had overschreden.

## Resultaten

### Mannen
| rang   | naam                      | land | tijd    |
| ------ | ------------------------- | ---- | ------- |
| Goud   | Robert Kipkoech Cheruiyot | KEN  | 2:07.35 |
| Zilver | Daniel Njenga             | KEN  | 2:07.40 |
| Brons  | Jimmy Muindi              | KEN  | 2:07.51 |
| 4      | Abdi Abdirahman           | USA  | 2:08.56 |
| 5      | Robert Cheboror           | KEN  | 2:09.25 |
| 6      | Brian Sell                | USA  | 2:10.47 |
| 7      | Japhet Kosgei             | KEN  | 2:11.37 |
| 8      | Benjamin Maiyo            | KEN  | 2:11.53 |
| 9      | Dejene Berhanu            | ETH  | 2:12.27 |
| 10     | Meshack Kosgei Kirwa      | KEN  | 2:12.31 |

### Vrouwen
| rang   | naam                     | land | tijd    |
| ------ | ------------------------ | ---- | ------- |
| Goud   | Berhane Adere            | ETH  | 2:20.42 |
| Zilver | Galina Bogomolova        | RUS  | 2:20.47 |
| Brons  | Benita Johnson           | AUS  | 2:22.36 |
| 4      | Madaí Pérez              | MEX  | 2:22.59 |
| 5      | Constantina Diță-Tomescu | ROU  | 2:24.25 |
| 6      | Nuta Olaru               | ROU  | 2:25.37 |
| 7      | Hiromi Ominami           | JPN  | 2:26.04 |
| 8      | Ljoedmila Petrova        | RUS  | 2:27.08 |
| 9      | Kathy Butler             | GBR  | 2:28.39 |
| 10     | Dulce Maria Rodriguez    | MEX  | 2:28.54 |

1977 ·
1978 ·
1979 ·
1980 ·
1981 ·
1982 ·
1983 ·
1984 ·
1985 ·
1986 ·
1987 ·
1988 ·
1989 ·
1990 ·
1991 ·
1992 ·
1993 ·
1994 ·
1995 ·
1996 ·
1997 ·
1998 ·
1999 ·
2000 ·
2001 ·
2002 ·
2003 ·
2004 ·
2005 ·
2006 ·
2007 ·
2008 ·
2009 ·
2010 ·
2011 ·
2012 ·
2013 · 
2014 · 
2015 · 
2016 · 
2017 · 
2018 · 
2019 · 
2021 · 
2022 · 
2023